# Conradina
Conradina je rod cvjetnica s 5 vrsta polugrmova i grmova iz porodice Lamiaceae. Rod je raširen po Sjevernoj Americi (Florida, Kentucky, Tennessee, Alabama, Mississippi). Na svom autohtonom području rod je poznat pod narodnim imenom “lažni ružmarin” (false rosemary).
Opisan je 1870. Tipična je Conradina canescens A.Gray

## Etimologija
Ime roda je u čast Solomona Whitea Conrada (1779.-1831.), američkog botaničara iz Philadelphije.

## Vrste
1. Conradina canescens A.Gray
2. Conradina cygniflora C.E.Edwards, Judd, Ionta & Herring
3. Conradina glabra Shinners
4. Conradina grandiflora Small
5. Conradina verticillata Jennison